# Pseudotabanus nigripennis
Pseudotabanus nigripennis är en tvåvingeart som först beskrevs av Ricardo 1917.  Pseudotabanus nigripennis ingår i släktet Pseudotabanus och familjen bromsar. Inga underarter finns listade i Catalogue of Life.